# 特迪·弗拉克
埃德温·哈罗德·“特迪”·弗拉克（英語：Edwin Harold "Teddy" Flack，1873年11月5日—1935年1月10日），澳大利亚男子田径和网球运动员。他是1896年夏季奥运会澳大利亚代表团唯一的运动员，在男子800米和1500米项目中获得金牌。